# Valeč (Vysočina)
Valeč é uma comuna checa localizada na região de Vysočina, distrito de Třebíč.